# حشره‌خوار جنوب شرق آسیا
 حشره‌خوار جنوب شرق آسیا (نام علمی: Crocidura fuliginosa) نام یک گونه از سرده حشره‌خوارهای دندان‌سفید است.